# Дэвидсон, Пит
Пит Дэвидсон (англ. Peter Michael «Pete» Davidson, род. 16 ноября 1993 года) — американский актёр, комик, сценарист. Участник комедийного шоу «Saturday Night Live», шоу на MTV «Guy Code», «Wild 'n Out» и «Failosophy», а также приглашённая звезда сериала «Бруклин 9-9». Он выступал со стендапом в «Джимми Киммел в прямом эфире», «House Party» Адама Дивайна и «Comedy Underground» Дэйва Аттелла. Бывший парень Арианы Гранде и Ким Кардашьян.

## Ранняя жизнь
Дэвидсон родился 16 ноября 1993 года в Статен-Айленде, Нью-Йорк, в семье (урождённая Уотерс) и Скотта Мэтью Дэвидсонов. Его отец был еврейского происхождения, а мать — ирландского. Пит был воспитан католиком. У него есть младшая сестра, Кейси. Его отец был нью-йоркским пожарным, который погиб на службе во время терактов 11 сентября 2001 года, его в последний раз видели бегущим по лестнице Всемирного торгового центра «Марриотт», как раз перед тем, как он рухнул. Пит, которому тогда было семь лет, глубоко пострадал от этой потери. Он сказал «The New York Times», что это «ошеломляюще» и что, в результате травмы, в какой-то момент он вырывал себе волосы, пока не стал лысым. В октябре 2016 года Дэвидсон рассказал в утреннем радио-шоу «The Breakfast Club», что он боролся с суицидальными мыслями, когда был моложе, и что музыка рэпера Кида Кади спасла ему жизнь.
Дэвидсон впервые попробовал стендап комедию в 16 лет в боулинге на Статен-Айленде, где группа друзей, зная о его комедийных устремлениях, осмелилась выйти на сцену. Он сделал это только после употребления марихуаны. Пит, который страдает от болезни Крона примерно с 17-18 лет, говорил в то время, что он «не может функционировать» без марихуаны, добавив, что он не сможет работать без этого в «Saturday Night Live», и что попытки выступить трезвым не удались. Он объяснил, что «я могу выступать, когда я не накуренный, но мне будет не так весело».
Пит учился в католической школе Святого Иосифа, а затем в средней школе Тоттенвилла и в Ксаверия в Бруклине, которую закончил в 2011 году. Его мать до сих пор работает школьной медсестрой в этой школе. После окончания школы он поступил в колледж Святого Франциска в Бруклин-Хайтсе, но в скором времени бросил учёбу.

## Карьера
Самое раннее появление Дэвидсона на экране было в третьем эпизоде комедийного сериала MTV «Failosophy», премьера которого состоялась 28 февраля 2013 года. В следующем месяце он появился в четырёх эпизодах третьего сезона комедийного реалити-шоу MTV2 «Guy Code». В июне этого года состоялся его первый телевизионный стендап, который транслировался в рамках эпизода второго сезона программы «Gotham Comedy Live» канала «Comedy Central». В следующем месяце он вернулся на MTV2 в шоу Ника Кэннона «Wild 'n Out», появившись в шести эпизодах.
Впоследствии Дэвидсон появлялся на телевидении в «Бруклин 9-9», а также в пилоте «Трезвый компаньон» от «Fox», но в конечном итоге не попал в этот сериал.
Дэвидсон присоединился к актёрскому составу «Saturday Night Live» в премьерной серии 40-го сезона 27 сентября 2014 года. В 20 лет он был первым актёром SNL, родившимся в 90-х годах, и одним из самых молодых актёров в истории шоу. Питу была предоставлена возможность пройти прослушивание в шоу через регулярного актёра Билла Хейдера, с которым он познакомился во время съёмок в небольшой роли в комедийном фильме Джадда Апатоу «Девушка без комплексов» 2015 года. Впоследствии Хейдер рассказал продюсеру Лорну Майклзу о нём. Его дебют получил положительные отзывы критиков. Наиболее заметным был скетч в стиле Индианы Джонса, в котором он и Дуэйн Джонсон, после того как их обстреляли ядовитыми дротиками, были вынуждены взаимно высасывать яд из различных частей тела друг друга, в конечном итоге оказавшись в позе «69». Другой был связан с тем, что Дэвидсон был застрелен в грудь стрелой Нормана Ридуса.
В марте 2015 года Пит был участником прожарки от «Comedy Central» Джастина Бибера, и его сет был признан одним из лучших в шоу. Среди его более смелых шуток была шутка о фильме «Улётный транспорт», в котором снимались другие участники этой прожарки, Снуп Догг и Кевин Харт. Дэвидсон, чей отец пожарный погиб в терактах 11 сентября 2001 года, назвал этот фильм «худшим опытом в моей жизни с участием самолёта».
В 2016 году Дэвидсон был включён в список Forbes 30 Under 30 в категории «Голливуд и развлечения». В апреле того же года «Comedy Central» снял в Нью-Йорке первый спешл Дэвидсона «Pete Davidson: SMD».
В январе 2019 года было объявлено, что Дэвидсон с Джоном Малейни отправятся в турне по штатам Нью-Йорк, Нью-Джерси, Пенсильвания и Массачусетс на серию комедийных шоу под названием «Sundays with Pete & John». Они стали близкими друзьями, выступая вместе на «The Tonight Show» Джимми Фэллона и «Saturday Night Live». В мае этого года, после финала 44-го сезона SNL, Трэвис М. Эндрюс из «The Washington Post» признал Дэвидсона самым незабываемым исполнителем в этом сезоне и прорывом года, объяснив это личной борьбой и признанием своих комедийных ошибок.
По окончании 47-го сезона SNL в мае 2022 года покинул проект.

## Комедийный стиль
Дэвидсон получил высокую оценку за то, что он основал свою комедию на своей собственной жизни и использовал аспекты своей жизни, которые делают его доступным для аудитории. Касаясь таких тем, как марихуана, секс, отношения и инциденты, с которыми он сталкивается, включают в себя события из его неловкого студенческого опыта, когда он жил в общежитии во время своего краткого пребывания в колледже. Пит шутит на очень деликатные темы, включая потерю отца во время атак 11 сентября 2001 года. Он говорит, что считает, что это даёт ему возможность справиться с чувством бессилия, которое он переживал в юном возрасте. Он фанат франшизы «Гарри Поттер» и включил этот материал в свои комедийные работы.

## Критика
Римско-католическая епархия Бруклина потребовала извинений от Дэвидсона после того, как он сравнил католическую церковь с R. Kelly. В заявлении, размещённом на своём веб-сайте, католическая церковь подвергла критике «позорную и оскорбительную пародию», высказав далее мнение:

Верующие нашей Церкви испытывают отвращение к преследованиям со стороны тех, кто появляется в новостях и развлекательных шоу, и этот скетч оскорбляет миллионы. Издевательство над этим трудным временем в истории Церкви не имеет смысла.
Дэвидсон подвергся жёсткой критике за то, что издевался над повязкой на глазу Дэна Креншоу, которая закрывает травму, которую он получил, когда служил в ВМС США в Афганистане. Пит сравнил Креншоу с «Хитменом в порнофильме», и добавил: «Я сожалею, я знаю, что он потерял глаз во время войны или ещё где-то».
В итоге Дэвидсон и Креншоу появились вместе в «Saturday Night Live». Пит извинился перед Дэном, заявив: «Я сказал это от чистого сердца, это был плохой выбор слов… Этот человек — герой войны, и он заслуживает всего уважения в мире». Креншоу принял извинения и призвал американцев «никогда не забывать службы и жертв наших ветеранов». Он также почтил память отца Дэвидсона, пожарного, который погиб в терактах 11 сентября 2001 года. Дэн и другие предполагают, что шутка, возможно, помогла ему выиграть выборы представителя 2-го избирательного округа штата Техас в Конгрессе США на промежуточных выборах.

## Личная жизнь
По состоянию на апрель 2019 года Дэвидсон жил в Статен-Айленде, Нью-Йорк со своей матерью.
Его отец был нью-йоркским пожарным и первым спасателем во время терактов 11 сентября 2001 года. На левой руке Пита есть татуировка с номером значка отца — 8418.
Дэвидсон поддержал Хиллари Клинтон на президентских выборах США в 2016 году, и 5 декабря 2017 года он заявил в своём аккаунте в Instagram, что он сделал татуировку на ноге, посвящённую Клинтон, которую он назвал своим «героем», «задирой» и «одной из самых сильных людей во Вселенной». Сама Клинтон поблагодарила Дэвидсона за комплимент.
Питу был поставлен диагноз болезни Крона примерно в 17-18 лет, в связи с этим, он получает внутривенное лечение и использовал медицинскую марихуану в качестве обезболивающего средства. 6 марта 2017 года Дэвидсон объявил в своём аккаунте в Instagram, что бросил наркотики и впервые за восемь лет стал трезвым. Во время интервью на подкасте комика Марка Марона Пит пояснил, что единственным наркотиком, который он использовал, была марихуана, и, хотя с тех пор он значительно сократил его употребление, личные проблемы были результатом ежедневного курения марихуаны, как он думал, на самом же деле они были вызваны пограничным расстройством личности, от которого он с тех пор проходит лечение.
Дэвидсон встречался с комиком Карли Акилино с 2014 по 2015 год и с Каззи Дэвид с 2016 по 2018 год. 20 июня 2018 года Пит подтвердил, что он и певица Ариана Гранде были помолвлены. 14 октября 2018 года было сообщено, что помолвка расторгнута. В альбоме Гранде «Sweetener» 2018 года есть песня «Pete Davidson». Она также сослалась на него в песне «Thank U, Next» со словами: «Даже почти вышла замуж, а за Пита я так благодарна». В сопровождающей части музыкального клипа была изображена пара с надписью: «Извини, я опустила Пита. Я люблю тебя всегда. Очень», вероятно, что это извинение за расставание.
15 декабря 2018 года Дэвидсон поделился откровенным постом в Instagram, в котором высказал мысли о самоубийстве, прежде чем полностью удалить свой аккаунт в социальной сети. Беспокойство Гранде, его друзей и пользователей интернета привело к тому, что Департамент полиции Нью-Йорка провёл оздоровительный осмотр Пита, которого нашли в студии «Saturday Night Live». Дэвидсон появился в SNL только один раз в эпизоде, в котором он представил музыкальное исполнение Майли Сайрус, Марка Ронсона и Шона Леннона. Пит вернулся в SNL в следующем эпизоде, 19 января 2019 года, где он вместе с комиком и бывшим сценаристом SNL Джоном Малэйни ссылались на его нашумевший пост в Instagram.
В конце января 2019 года Дэвидсон начал встречаться с актрисой Кейт Бекинсейл. Впервые их увидели вместе на церемонии вручения премии «Золотой глобус». Они впервые появились вместе на публике на хоккейной игре в Мэдисон Сквер Гарден в Нью-Йорке 3 марта. По состоянию на конец апреля 2019 года пара рассталась после почти четырёх месяцев. В конце августа 2019 года стало известно, что Дэвидсон начал встречаться с актрисой Маргарет Куэлли. Через месяц они расстались. После нескольких месяцев отношений в конце 2019 года он расстался с Кайей Гербер. В 2021 году он начал встречаться с актрисой Фиби Дайневор. В августе 2021 года СМИ сообщили, что они расстались, однако они не подтверждали эту информацию.
В ноябре 2021 года стало известно, что Пит начал встречаться с Ким Кардашьян. Слухи об их романе начали ходить после совместного скетча в SNL в котором они поцеловались. Свой 28 день рождения Пит отмечал в компании Ким и её мамы. Также он сделал татуировку на руке с именем Ким и её четверых детей. В апреле 2022 года Ким и Пит впервые вместе появились на публике на премьере нового реалити-шоу семейства Кардашьян. В 2022 г. они расстались.
Летом 2023 года лечился в реабилитационном центре после аварии с девушкой весной. Летом расстался с девушкой и вылечился, чувствовал себя счастливым при посещении свадьбы друга.

## Фильмография

### Фильмы
| Год  | Название                             | Оригинальное название            | Роль                    | Примечание             | Рейтинг IMDB |
| ---- | ------------------------------------ | -------------------------------- | ----------------------- | ---------------------- | ------------ |
| 2013 | Толстяк                              | TubbyMan                         | сантехник               | Короткометражный фильм | без оценки   |
| 2014 | Школьные танцы                       | School Dance                     | Вонючий палец           |                        | 4,5          |
| 2015 | Девушка без комплексов               | Trainwreck                       | пациент доктора Коннера |                        | 6,2          |
| 2018 | Подстава                             | Set It Up                        | Данкан                  |                        | 6,5          |
| 2019 | Взрослеть на полную                  | Big Time Adolescence             | Зик                     |                        | 7,0          |
| 2019 | Чего хотят мужчины                   | What Men Want                    | Дэнни                   |                        | 5,4          |
| 2019 | Грязь                                | The Dirt                         | Том Зутот               |                        | 7,0          |
| 2019 | Angry Birds 2 в кино                 | The Angry Birds Movie 2          | орёл Джерри             | Озвучивание            | 6,4          |
| 2019 | Дальше некуда                        | The Jesus Rolls                  | Джэк                    |                        | 4,4          |
| 2020 | Король Стейтен-Айленда               | The King of Staten Island        | Скотт                   | Также сценарист        | 7,1          |
| 2021 | Отряд самоубийц: Миссия навылет      | The Suicide Squad                | Ричард Хертц / Блэкгард |                        | 7,2          |
| 2022 | Я хочу вернуть тебя                  | I Want You Back                  | Джейс                   |                        | 6,6          |
| 2022 | Тела, тела, тела                     | Bodies Bodies Bodies             | Дэвид                   |                        | 6,3          |
| 2022 | Мармадюк                             | Marmaduke                        | Мармадюк                | Озвучивание            | 3,1          |
| 2022 | Доброго траура                       | Good Mourning                    | Барри                   |                        | 3,1          |
| 2022 | Милая встреча                        | Meet Cute                        | Гэри                    |                        | 5,7          |
| 2023 | Стражи Галактики. Часть 3            | Guardians of the Galaxy Vol. 3   | Флектик                 | Озвучивание            |              |
| 2023 | Форсаж 10                            | Fast X                           | Боуи, друг Рамзи        | Камео                  |              |
| 2023 | Трансформеры: Восхождение Звероботов | Transformers: Rise of the Beasts | Мираж                   | Озвучивание            | нет оценки   |
| 2023 | Дурные деньги                        | Dumb Money                       | Кевин Гилл              |                        | нет оценки   |
| 2024 | Отбросы                              | Riff Raff                        | Лонни                   |                        |              |
| 2025 | Догмен: Пушистая справедливость      | Dog Man                          | Питти                   | Озвучивание            |              |
| 2025 | Ограбление                           | The Pickup                       | Трэвис                  |                        |              |
| 2025 | Волшебники!                          | Wizards!                         |                         |                        |              |

### Телевидение
| Год       | Название                                           | Оригинальное название                       | Роль                         | Примечание                                    |
| --------- | -------------------------------------------------- | ------------------------------------------- | ---------------------------- | --------------------------------------------- |
| 2013      | Мальчуковый код                                    | Guy Code                                    | В роли себя                  | 4 эпизода                                     |
| 2013-17   | Ник Кэннон представляет: Дикий отрыв               | Nick Cannon Presents: Wild 'n Out           | В роли себя                  | 7 эпизода                                     |
| 2013      | Бруклин 9-9                                        | Brooklyn Nine-Nine                          | Стивен                       | Эпизод: «The Slump»                           |
| 2013      | Домашняя вечеринка Адама Дивайна                   | Adam DeVine’s House Party                   | В роли себя                  | Гость; Сезон 13, эпизод 14: «5 Chefs Compete» |
| 2014-н.в. | Субботним вечером в прямом эфире                   | Saturday Night Live                         | В роли себя и в разных ролях |                                               |
| 2015      | Прожарка Джастина Бибера                           | Comedy Central Roast                        | В роли себя (прожарщик)      | ТВ спешл                                      |
| 2016      | Прожарка Роба Лоу                                  | Comedy Central Roast                        | В роли себя (прожарщик)      | ТВ спешл                                      |
| 2016      | Пит Дэвидсон: SMD                                  | Pete Davidson: SMD                          | В роли себя                  | Стендап спешл                                 |
| 2016      | Шоу Джима Гаффигана                                | The Jim Gaffigan Show                       | Джеффи                       | Эпизод: «The List»                            |
| 2017      | Субботним вечером в прямом эфире: Выходные в среду | Saturday Night Live Weekend Update Thursday | В роли себя                  | Эпизод: «4.3»                                 |
| 2018      | Битва фонограмм                                    | Lip Sync Battle                             | В роли себя                  | Эпизод: «Pete Davidson vs. Michael Bolton»    |
| 2021-2022 | Новичок                                            | Rookie                                      | Пит Нолан                    | Эпизод: «A.C.H.», «Day in the Hole».          |
| 2023      | Ничегошеньки                                       | Bupkis                                      | В роли себя                  |                                               |